# Associació Internacional de Biblioteques Musicals, Arxius i Centres de Documentació
L'Associació Internacional de Biblioteques Musicals, Arxius i Centres de Documentació, també coneguda amb el nom més curt d'Associació Internacional de Biblioteques Musicals (AIBM), anomenada en anglès International Association of Music Libraries, Archives and Documentation Centres (IAML), en francès, Association Internationale des Bibliothèques, Archives and Centres de Documentation Musicaux (AIBM) i en alemany, Internationale Vereinigung der Musikbibliotheken, Musikarchive und Musikdokumentationszentren (IVMB), és una organització de biblioteques amb departaments de música, biblioteques de conservatoris de música, arxius de ràdio i orquestra, instituts universitaris, centres de documentació musical, editors de música i distribuïdors de música, que té com a objectiu el foment de la cooperació internacional i l'estandardització internacionals en matèries com la catalogació, les normes de servei, la formació del personal i l'intercanvi de materials entre biblioteques. Els seus tres idiomes oficials són l'anglès, el francès i l'alemany.
Es tracta d'una organització 2.000 membres a prop de 45 països de tot el món, fundada a París el 1951, després de reunions preparatòries a Florència (1949) i Lüneburg (1950), com l'Associació Internacional de Biblioteques Musicals. El 1980 va canviar el seu nom per abastar els interessos més amplis dels arxius i centres de documentació musicals, tot i que les sigles s'han mantingut iguals. L'associació opera a través d'una xarxa de branques professionals, comissions temàtiques i grups de treball per a projectes específics.